# Seis Naciones M21 2004
El Seis Naciones M21 de 2004 fue la decimosegunda edición del torneo de rugby para menores de 21 años.

## Equipos participantes
- Selección juvenil de rugby de Escocia (Escocia M21)
- Selección juvenil de rugby de Francia (Francia M21)
- Selección juvenil de rugby de Gales (Gales M21)
- Selección juvenil de rugby de Inglaterra (Inglaterra M21)
- Selección juvenil de rugby de Irlanda (Irlanda M21)
- Selección juvenil de rugby de Italia (Italia M21)

## Posiciones
| Pos. | Equipo     | Encuentros | Encuentros | Encuentros | Encuentros | Tantos  | Tantos    | Tantos     | Puntos Totales |
| Pos. | Equipo     | jugados    | ganados    | empatados  | perdidos   | a favor | en contra | diferencia | Puntos Totales |
| ---- | ---------- | ---------- | ---------- | ---------- | ---------- | ------- | --------- | ---------- | -------------- |
| 1    | Inglaterra | 5          | 5          | 0          | 0          | 158     | 68        | +90        | 10             |
| 2    | Francia    | 5          | 3          | 1          | 1          | 156     | 90        | +66        | 7              |
| 3    | Irlanda    | 5          | 3          | 1          | 1          | 135     | 75        | +60        | 7              |
| 4    | Gales      | 5          | 2          | 0          | 3          | 135     | 111       | +24        | 4              |
| 5    | Escocia    | 5          | 1          | 0          | 4          | 79      | 173       | -94        | 2              |
| 6    | Italia     | 5          | 0          | 0          | 5          | 80      | 226       | -146       | 0              |

Nota: Se otorgan 2 puntos al equipo que gane un partido, 1 al que empate y 0 al que pierda

## Resultados

### Desarrollo
| 13 de febrero | Francia | 20 - 20 | Irlanda |  |  |

| 13 de febrero | Gales | 39 - 6 | Escocia |  |  |

| 14 de febrero | Italia | 3 - 57 | Inglaterra |  |  |

| 20 de febrero | Francia | 46 - 22 | Italia |  |  |

| 20 de febrero | Irlanda | 30 - 19 | Gales |  |  |

| 20 de febrero | Escocia | 9 - 27 | Inglaterra |  |  |

| 5 de marzo | Inglaterra | 27 - 19 | Irlanda |  |  |

| 5 de marzo | Italia | 38 - 41 | Inglaterra |  |  |

| 5 de marzo | Gales | 9 - 36 | Francia |  |  |

| 19 de marzo | Inglaterra | 22 - 19 | Gales |  |  |

| 19 de marzo | Irlanda | 33 - 0 | Italia |  |  |

| 20 de marzo | Escocia | 14 - 36 | Francia |  |  |

| 26 de marzo | Francia | 18 - 25 | Inglaterra |  |  |

| 26 de marzo | Irlanda | 33 - 9 | Escocia |  |  |

| 26 de marzo | Gales | 49 - 17 | Italia |  |  |

| Bandera de Inglaterra |
| Campeón Inglaterra    |
| Segundo título        |